# Левиев, Лев Бинзумович
Лев Бинзу́мович Леви́ев (род. 22 июня 1984, Волгоград) — российский и израильский предприниматель и инвестор, сооснователь крупнейшей российской социальной сети «ВКонтакте» и сети дата-центров Selectel.

## Биография
Лев Левиев вырос в семье волгоградского предпринимателя, учился в американской школе в Герцлии, где познакомился с будущим партнёром по бизнесу Вячеславом Мирилашвили. В 2006 году получил степень бакалавра по направлению «Финансы и учёт» в канадском Университете Макгилла.
Женат.

## Состояние
В конце 2012 года издание Hopes&Fears оценивало состояние Левиева в $218 млн.
В 2014 году занимал 66-е место в «Рейтинге миллиардеров ДП» с 11,4 млрд руб., в 2015 году — 42-е место с 20 млрд руб., в 2016 году — 43 место с 25,2 млрд руб.

## Предпринимательство

### ВКонтакте
После обучения в Канаде в 2006 году переехал в Санкт-Петербург и вместе со своим другом Вячеславом Мирилашвили и Павлом Дуровым партнёры основали «ВКонтакте». Проект был аналогом соцсети Facebook, которой Левиев и Мирилашвили пользовались во времена своего обучения в университете.
В создание проекта Лев и Вячеслав вложили несколько десятков тысяч долларов, одолженных у Мирилашвили-старшего. Доля Левиева составила 10 %. С момента основания и до апреля 2012 года он занимал должность исполнительного директора «ВКонтакте».
Первым внешним инвестором стал фонд Digital Sky Technologies Юрия Мильнера, купивший четверть соцсети в 2007 году и позже передавший её на баланс Mail.Ru Group. В конце 2010 года холдинг увеличил свою долю в «ВКонтакте» на 7,5 % — с 24,99 % до 32,49 %. Кроме того, новый акционер получил опцион на покупку ещё 7,5 % соцсети в 2011 году.
В июле 2011 года Mail.ru исполнила опцион и довела свой пакет до 39,99 %. Общая доля партнёров снизилась с 55,5 % до 48,01 %, из них доля Левиева, по разным данным, составляла 6 % или 8 %.
Узнав в марте 2012 о переговорах сооснователей с Алишером Усмановым, основным владельцем Mail.Ru Group, Дуров удалил их анкеты id3 и id4, а в дальнейшем получил от Усманова в управление пакет Mail.ru. Левиев и Мирилашвили планировали выйти из «ВКонтакте» в рамках IPO при оценке $3 млрд, однако в конце мая Дуров объявил, что соцсеть на неопределённый срок отказывается от выхода на NASDAQ. В апреле 2013 года инвестиционный фонд United Capital Partners под управлением Ильи Щербовича отдал за долю партнёров $840 млн, оценив всю соцсеть в $1,75 млрд. Таким образом, Левиев мог получить $105–140 млн.. В ходе последующего акционерного конфликта между UCP и Павлом Дуровым фонд рассматривал Льва Левиева как потенциального генерального директора «ВКонтакте».

### Selectel
В 2007 году Лев Левиев и Вячеслав Мирилашвили создали компанию Selectel и открыли дата-центр для обеспечения потребностей Вконтакте в обработке и хранении данных. Полностью социальная сеть перешла на него к 2009 году и даже после запуска собственного дата-центра в 2012 году «ВКонтакте» по-прежнему остаётся клиентом Selectel.
После продажи доли во «ВКонтакте» в сентябре 2014 года Лев Левиев занял место генерального директора Selectel.
В мае 2014 года стало известно, что Selectel инвестирует 1 млрд рублей в строительство технопарка в Московском районе Петербурга, включающего в себя дата-центр, офисные и складские помещения.
17 декабря 2015 года в присутствии губернатора Петербурга Георгия Полтавченко Левиев открыл крупнейший на Северо-Западе дата-центр «Цветочная 2».
По итогам 2016 года Selectel заняла четвёртое место в России по выручке от услуг в публичных и гибридных облаках (638 млн рублей).
В 2017 году компания — один из лидеров рынка IaaS в России с долей 7 % и 1 610 введённых в эксплуатацию стойко-мест в 6 ЦОД (4 место среди поставщиков услуг ЦОД в России).
В конце 2017 года Лев Левиев покинул пост генерального директора компании, оставшись в должности председателя совета директоров.

### Btc.com
Вместе со своим другом Боазом Бехаром основал платформу BlockTrail, вложив в проект 500 тысяч евро. Компания предложила пользователям мультиплатформенные биткойн-кошельки, а также сервисы для просмотра транзакций, которые позволяют отслеживать и анализировать операции с биткойнами по любым кошелькам.
В 2016 году проект купил китайский производитель оборудования для добычи биткойнов Bitmain, переименовав в BTC Wallet (btc.com).

## Инвестиции

### Российские
С 2011 года Лев Левиев активно инвестировал в российский технологический сектор как частный инвестор и как партнёр фонда Vaizra Capital, с 2019 года — через фонд LVL1.
В числе таких инвестиций:
- в 2012 году — издание TJournal и отдельно «Цукерберг позвонит» (нынешний vc.ru). С 2014 года площадки объединены в одну компанию — «Комитет».
- в 2014 году — Coub (российская платформа зацикленных видеороликов)[30], Livetex (сервис онлайн-коммуникаций)[31], Ostrovok.ru (российский сервис бронирования)[32];
- в 2017 году — BestDoctor (онлайн-сервис корпоративного медицинского обслуживания)[33].

### Международные
Кроме того, Левиев инвестировал в международные проекты, в том числе:
- в 2013 году — Plarium[34] (разработчик игр; в 2017 году компания была продана австралийскому производителю игровых автоматов Aristocrat Leisure за $500 млн[35][36]).
- в 2015 году — Optishell (разработчик технологии, которая позволяет обнаруживать нелегальную съемку в кинотеатре)[37], Moovit (мобильное приложение, которое помогает планировать маршруты на общественном транспорте)[38][39].

В 2018 году Лев Левиев инвестировал в Mighty Bear Games, разрабатывающую массовые многопользовательские онлайн-игры для мобильных устройств.
В 2019 году инвестиционная группа Льва Левиева LVL1 вложилась в киберспортивную организацию Fnatic, став лидером раунда инвестиций. LVL1, британская венчурная компания Beringea, гонконгская BlackPine, лондонская инвесткомпания Unbound, а также венчурный инвестор и руководитель MIT Media Lab Дзёити Ито инвестировали $19 млн. Лев Левиев вошёл в совет директоров Fnatic.

### DST Global
Также Лев Левиев и Вячеслав Мирилашвили — инвесторы фондов DST Global II и DST Global IV Юрия Мильнера.
В портфеле DST Global II доли в Facebook, Twitter, Airbnb, Spotify, Alibaba и Xiaomi.
Среди известных инвестиций четвёртого фонда — индийский сервис заказа такси Ola Cabs, индийский интернет-магазин Flipkart и разработчик корпоративного мессенджера Slack.